# 독서자

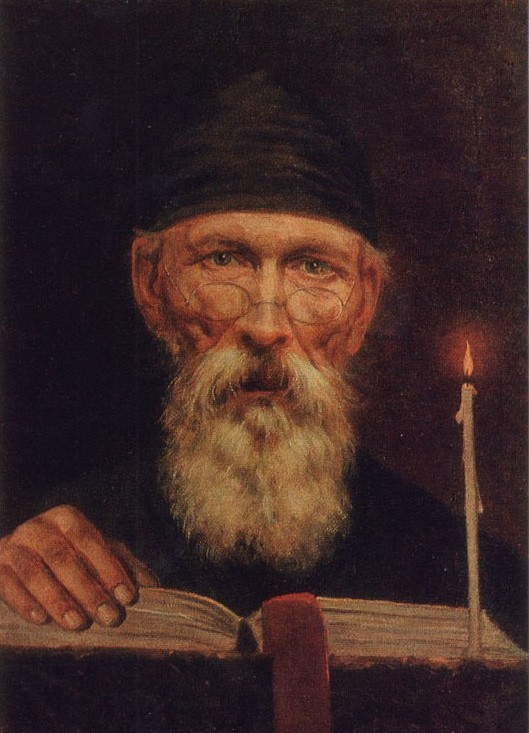
러시아 정교회 독서자의 초상화(1878).

독서자(讀書者, 라틴어: lector)는 기독교의 전례에서 읽기를 담당하는 봉사자를 말한다.
로마 가톨릭교회의 미사와 시간 전례에서 독서자의 가장 중요한 임무는 복음을 제외한 성경을 봉독하는 임무이다. (미사에서 복음 선포는 보통으로 부제, 또는 주례자가 아닌 공동 집전자 가운데 한 사람이 한다.)
- 그러므로 독서자는 미사에서:

1) 사제가 입당할 때 노래를 부르지 않으면 독서자나 신자들 가운데 몇 사람이 입당송을 낭송할 수 있다.
2) 독서집 또는 미사 독서책에서 제1독서, 경우에 따라 제2독서를(통상 각기 다른 독서자가 맡아서) 봉독한다.
3) 보편 지향 기도 또는 신자들의 기도를 부제나 선창자가 없을 때 독서자나 다른 평신도가 말한다.
4) 영성체송을 노래로 부르지 않으면 독서자나 신자들 가운데 몇 사람이 낭송할 수 있다.
5) 시편 담당자나 선창자가 따로 없을 경우에는 독서 사이의 시편인 화답송을 노래할 수 있다.
- 또한 독서자는 시간 전례의 독서의 기도에서 제1독서, 제2독서를, 그리고 다른 시간경에서는 성경 소구를 봉독한다.

- 그밖에도 전례서의 지시에 따라 독서자에게 맡겨진 전례 임무를 수행한다.